# Ольха бородатая
Ольха́ борода́тая (лат. Álnus barbáta) — дерево, относящееся к роду Ольха (Alnus) семейства Берёзовые (Betulaceae). В настоящее время считается подвидом ольхи чёрной (Alnus glutinosa) — Alnus glutinosa subsp. barbata.

## Ботаническое описание
Дерево, достигающее 35 м в высоту, с яйцевидной кроной. Ствол до 60 см в диаметре, кора тёмно-серо-бурая. Молодые веточки пушистые, бурые, не клейкие.
Листья 6—13 см длиной и 4—9 см шириной, в очертании широкояйцевидные до широкообратнояйцевидных, с закруглённым или клиновидным основанием и заострённым концом, с двоякозубчатым краем. Верхняя поверхность листа тёмно-зелёная, голая, нижняя — более светлая, опушённая, с бородками ржавоокрашенных волосков в углах жилок. Молодые листья с обеих сторон, а также их черешки, волосистые.
Мужские серёжки распускаются вместе с появлением листьев, собраны в группы по 3—4. Женские серёжки продолговатые, 1,5—2 см длиной, собраны по 3—5 в кисти.
Плоды — орешки эллиптической формы с тонким плёнчатым крылом.

## Распространение
Ольха бородатая распространена в Малой Азии, в Предкавказье и Закавказье. Встречается во влажных лесах и в долинах рек, на высоте до 2000 м.

## Значение и применение
Листья — посредственный корм для овец и коров.

## Таксономия

### Синонимы
- Alnus barbata C.A.Mey., 1831basionym
- Alnus denticulata C.A.Mey., 1831
- Alnus glutinosa f. barbata (C.A.Mey.) Callier, 1904
- Alnus glutinosa var. acutifolia Spach, 1841
- Alnus glutinosa var. barbata (C.A.Mey.) Ledeb., 1850
- Alnus glutinosa var. denticulata (C.A.Mey.) Ledeb., 1850